# Dictyoceratida
Диктіоцерати (лат. Dictyoceratida) — ряд губок класу звичайні губки (Demospongiae).

## Загальна інформація
Характерний для морських вод.

## Класифікація
Включає 5 родин:
- Родина Dysideidae Gray, 1867
- Родина Irciniidae Gray, 1867
- Родина Spongiidae Gray, 1867
- Родина Thorectidae Bergquist, 1978
- Родина Verticillitidae Steinmann, 1882